# Ken Bruen
Ken Bruen (Galway, 3 januari 1951 – aldaar, 29 maart 2025) was een Ierse schrijver van harde misdaadverhalen.

## Biografie
Geboren in Galway kreeg hij zijn opleiding aan het Gormanston College in County Meath en later aan het Trinity College in Dublin, waar hij afstudeerde met een Ph.D. in metafysica. Hij bracht vijfentwintig jaar door als leraar Engels in Afrika, Japan, Zuidoost-Azië en Zuid-Amerika. Hij maakte soms gevaarlijke reizen, met onder andere een verblijf in een Braziliaanse gevangenis.
Bruen maakte deel uit van een literaire kring die bestond uit Jason Starr, Reed Farrel Coleman en Allan Guthrie.
Tot het werk van Bruen behoren onder andere de goed ontvangen White Trilogy en de Shamus Award-winnende The Guards. In 2006 publiceerde Hard Case Crime Bust, een samenwerking tussen Bruen en de New Yorkse misdaadauteur Jason Starr. Bruen's korte verhaal "Words Are Cheap" (2006) verscheen in het eerste nummer van Murdaland. Ook heeft hij een bloemlezing gemaakt van verhalen die in Dublin spelen: Dublin Noir.
Andere vermeldenswaardige werken zijn onder andere The Killing of the Tinkers, The Magdalen Martyrs, The Dramatist en Priest (genomineerd voor de 2008 Edgar Allan Poe Award in de categorie "Best Novel"), die alle deel uitmaken van zijn Jack Taylor-reeks, die begon met The Guards. Deze veelgeprezen serie speelt zich af in Galway en handelt over de avonturen en lotgevallen van een in ongenade gevallen voormalige politieagent die nu werkzaam is als privé-detective, wiens leven is ontsierd door alcoholisme en drugsmisbruik. De verhalen spelen zich af tegen de achtergrond van de sociale verandering in Ierland, met bijzondere aandacht voor het verval van de katholieke kerk als een sociale en politieke macht. Andere thema's die worden behandeld zijn onder meer de economische welvaart van Ierland vanaf het midden van de jaren 1990, die in de serie wordt afgeschilderd als een ontwikkeling die Ierland heeft achtergelaten als een materialistische en geestelijk verarmde samenleving, waarin nog steeds een diepe sociale ongelijkheid schuil gaat. Dit aspect van de Keltische Tijger komt nadrukkelijk aan de orde in Bruen's romans die zich in Ierland afspelen. Immigratie is ook een thema dat hierin behandeld wordt. Een aantal van deze verhalen zijn verfilmd als televisieserie (Jack Taylor).
Ken Bruen kreeg in 2008 de eerste David Loeb Goodis Award. Hij woonde in Galway, Ierland. Hij was getrouwd en kreeg een dochter.
Bruen overleed op 29 maart 2025 op 74-jarige leeftijd.